# Čičavica
A Čičavica (albánul Çiçavica, szerbül Чичавица / Čičavica) egy hegy, amely Koszovó középső részén helyezkedik el. Mintegy 8 km-es hosszúságban és 5 km-es szélességben húzódik északnyugat-délkeleti irányban. Legmagasabb csúcsa 1091 méterrel magasodik a tengerszint fölé. A hegy alkotja a Drenica régió és a Koszovói-sík közti természetes határvonalat. A Sitnica folyó folyik a hegy közelében. Stanovci település a hegy jobb oldalán helyezkedik el. Pristina, Vučitrn és Obilić találhatóak a hegy közelében. Az 1998–1999-es koszovói háború idején a hegy falvaiban számos ember rejtőzött el.
A római korból származó Harilaq-erőd romjait 2005-ben fedezték fel helyi régészek.

## Fordítás
Ez a szócikk részben vagy egészben  a(z)   Čičavica című angol Wikipédia-szócikk ezen változatának fordításán alapul.  Az eredeti cikk szerkesztőit annak laptörténete sorolja fel. Ez a jelzés csupán a megfogalmazás eredetét és a szerzői jogokat jelzi, nem szolgál a cikkben szereplő információk forrásmegjelöléseként.